# Gakseoltang
Pour plus de détails, voir Fiche technique et Distribution.
Gakseoltang (각설탕) est un film sud-coréen réalisé par Lee Hwan-kyung, sorti en 2006.

## Synopsis
Shi-eun est une passionnée d'équitation qui rêve de devenir jockey.

## Fiche technique
- Titre : Gakseoltang
- Titre original : 각설탕
- Titre anglais : Lump Sugar / Lump of Sugar
- Réalisation : Lee Hwan-kyung
- Scénario : Kim Young-seok et Lee Hwan-kyung
- Musique : Lee Dong-jun
- Photographie : Baek Dong-hyun
- Montage : Choi Jae-geun
- Production : Choe Seung-il (supervision)
- Société de production : Sidus
- Pays :  Corée du Sud
- Genre : Drame et romance
- Durée : 123 minutes
- Dates de sortie : 
  -  Corée du Sud : 10 août 2006

## Distribution
- Im Soo-jeong : Kim Si-eun
- Yu Oh-seong : M. Yoon
- Eddie Garcia
- Hong Ji-yeong
- Baek Il-seob
- Kim Sang-ho
- Oh Tae-kyung
- Kim Yoo-jung : Si-Eun jeune

## Distinctions
Le film a été nommé au Blue Dragon Film Award de la meilleure actrice pour Im Soo-jeong.